# توماس تگرت
توماس تگرت (به انگلیسی: Thomas Taggart) سناتور سابق عضو حزب دموکرات ایالات متحده آمریکا بود. وی در سال ۱۹۱۶ میلادی سناتور ایالت ایندیانا در سنای ایالات متحده آمریکا بود.